# Новороссийский 3-й драгунский полк

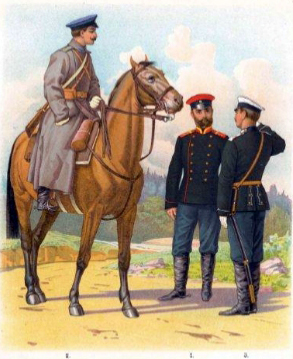
1) Вахмистр 7-го Драгунского Новороссийского Е. И. В. Великого Князя Владимира Александровича полка 2) Рядовой 8-го Драгунского Смоленского Императора Александра III полка 3) Рядовой 9-го Драгунского Елисаветградского полка. 1897 г.

3-й драгунский Новороссийский Ея Императорского Высочества великой княгини Елены Владимировны полк
Старшинство: 16 мая 1803 года
Полковой праздник: 6 августа, Преображение Господне

## Места дислокации
1820- г. Валуйки Воронежской губернии. Полк входил в состав 1-й Драгунской  дивизии

## История полка
- 16 мая 1803 — Сформирован генерал-майором графом Сиверсом в г. Радомысле Киевской губернии из эскадронов Черниговского, Тверского, Северского и Смоленского драгунских полков с добавлением рекрут как Новороссийский драгунский полк (пятиэскадронного состава).
- 12 октября 1811 — Выделены офицеры и нижние чины на формирование Новгородского кирасирского полка.
- 27 декабря 1812 — Переформирован в 6 действующих и 1 запасной эскадрон.
- 7 мая 1815 — Присоединена часть Московского казачьего графа Дмитриева-Мамонова полка.
- 20 декабря 1828 — Присвоен номер 4 на гербы и пуговицы.
- 21 марта 1833 — Присоединены 1-й и 2-й эскадроны и пеший резерв Нежинского конноегерского, 5-й эскадрон Арзамасского конно-егерского и половина пешего резерва Татарского уланского полков. Полк приведён в состав 10 действующих и 1 резервного эскадрона.
- 23 марта 1835 — Причислен с переименованием в резервный 3-й эскадрон Псковского кирасирского полка.
- 26 августа 1839 — Драгунский Его Королевского Высочества принца Александра Нидерландского полк.
- 23 декабря 1841 — Резервный эскадрон упразднён.
- 19 марта 1848 — Новороссийский драгунский полк.
- 15 сентября 1852 — Драгунский генерал-фельдмаршала князя Варшавского графа Паскевича-Эриванского полк.
- Март 1853 — При спуске с Бусарчильского перевала один из эскадронов попал в лавину, 3 офицера и 31 солдат оказались под снегом, из них 14 человек погибло. Также погибло 28 лошадей.
- 1853-1856 — Участвовал в Крымской войне.
  - Декабрь 1853 — Прибыл из Воронежской губернии в Закавказье в составе сводной драгунской бригады (вместе с Тверским драгунским полком).
  - 24 июля 1854 — Участвовал в Кюрюк-Даринском сражении.
  - Сентябрь-ноябрь 1855 — Участвовал в штурме и осаде крепости Карс.
  - Декабрь 1855 — июнь 1856 — Нес службу под Александрополем.
- 20 января 1856 — Новороссийский драгунский полк.
- 2 апреля 1856 — Приведен в кадровый пеший восьмиэскадронный состав, остальными офицерами и нижними чинами и всеми лошадьми укомплектованы Переяславский и Северский драгунские полки.
- 17 апреля 1856 — Драгунский Его Императорского Высочества великого князя Владимира Александровича полк.
- 26 июня 1856 — Приведен в состав 8 действующих и 2 резервных эскадронов.
- 18 сентября 1856 — Половина полка (1-4 и 9 эскадроны) приведена в состав 4-х действующих и 2-х резервных эскадронов с присвоением номера 3 на гербы и пуговицы при прежнем названии. Из второй половины полка сформирован Украинский драгунский полк.
- 19 марта 1857 — Новороссийский драгунский Его Императорского Высочества великого князя Владимира Александровича полк.
- 1861 — Покинул Кавказ.
- 19 октября 1863 — Резервные эскадроны отделены в состав особой резервной кавалерийской бригады.
- 29 декабря 1863 — Упразднен 6-й резервный эскадрон, в составе 2-й резервной кавалерийской бригады оставлен лишь один эскадрон, наименованный резервным эскадроном Новороссийского драгунского Его Императорского Высочества великого князя Владимира Александровича полка.
- 25 марта 1864 — 3-й драгунский Новороссийский Его Императорского Высочества великого князя Владимира Александровича полк.
- 18 августа 1882 — 7-й драгунский Новороссийский Его Императорского Высочества великого князя Владимира Александровича полк.
- 11 августа 1883 — Приведен в шестиэскадронный состав.
- 16 июня 1891 — Выделил один эскадрон на формирование 47-го драгунского Татарского полка, взамен сформировал новый.
- 4 декабря 1901 — Выделил один взвод на формирование 55-го драгунского Финляндского полка, взамен его сформировал новый.
- 6 декабря 1907 — 3-й драгунский Новороссийский Его Императорского Высочества великого князя Владимира Александровича полк.
- 11 февраля 1909 — 3-й драгунский Новороссийский Ея Императорского Высочества великой княгини Елены Владимировны полк.
- Август-сентябрь 1914 — В составе 3-й кавалерийской дивизии 1-й армии генерала П. К. Ренненкампфа участвовал в Восточно-Прусской операции.

## Шефыполка
- 16.05.1803 — 01.09.1814 — генерал-майор (с 08.02.1813 генерал-лейтенант) граф Сиверс, Карл Карлович
- 26.08.1839 — 19.03.1848 — Его Королевское Высочество Принц Александр Нидерландский
- 15.10.1852 — 20.01.1856 — генерал-фельдмаршал граф Паскевич-Эриванский, Иван Фёдорович
- 17.04.1856 — 04.02.1909 — Его Императорское Высочество Великий Князь Владимир Александрович
- 11.02.1909 — 04.03.1917 — Её Императорское Высочество Великая Княгиня Елена Владимировна

## Командиры полка
(Командующий в дореволюционной терминологии означал временно исполняющего обязанности начальника или командира).
- 16.05.1803 — 15.09.1803 — полковник Лесли, Дмитрий Егорович
- 12.11.1803 — 28.09.1806 — полковник Денисьев, Лука Алексеевич
- 13.09.1807 — 05.11.1807 — полковник Поль, Иван Лаврентьевич
- 12.01.1809 — 12.05.1815 — подполковник Штакельберг, Отто Оттович (c начала кампании 1812 командирован для командования Литовским уланским полком, временно замещён майором Терениным)
- 12.05.1815[3] — 10.08.1820 — полковник Кавер, Евстафий Владимирович
- 10.08.1820 — 02.06.1822 — полковник Зыбин, Сергей Васильевич
- 08.06.1822 — 08.11.1824 — полковник Беклемишев, Дмитрий Николаевич
- 08.11.1824 — 14.04.1829 — полковник Кельнер, Александр Карлович
- 21.04.1829 — 19.06.1829 — командующий полковник Граббе, Павел Христофорович
- 28.07.1829 — 28.01.1832[4] — полковник Ховен, Константин Егорович
- 28.01.1832 — 07.03.1834 — командующий подполковник Гринев, Николай Кузьмич
- 07.03.1834 — 26.03.1839 — полковник Буланин, Александр Яковлевич
- 20.05.1839 — 27.12.1840 — командующий полковник Червонный, Ефимий Ефимович
- 31.01.1841 — 25.08.1846 — полковник (с 25.06.1845 генерал-майор) Типольдт, Карл Карлович
- 25.08.1846 — 01.09.1852 — полковник (с 06.12.1851 генерал-майор) Ставицкий, Фёдор Петрович
- 01.09.1852 — 08.01.1856 — полковник (с 11.04.1854 генерал-майор) Танутров, Захар Егорович
- 08.01.1856 — 21.10.1861 — полковник Шульц, Карл Карлович
- 21.10.1861 — 18.03.1863 — полковник Шидловский, Евгений Дмитриевич
- 18.03.1863 — 15.09.1865 — полковник барон Таубе, Максим Антонович
- 15.09.1865 — хх.хх.1867 — полковник Шольц, Василий Васильевич
- хх.хх.1867 — хх.хх.1869 — полковник Лихтенштейн, Август Иванович
- хх.хх.1869 — хх.хх.1873 — полковник Соловцев, Николай Александрович
- хх.хх.1873 — 29.09.1878 — полковник Гадолин, Карл Вильгельмович
- 29.09.1878 — 22.06.1886 — полковник Штутцер, Константин Яковлевич
- 22.06.1886 — хх.хх.1888 — полковник Шурупов, Клементий Михайлович
- 06.07.1888 — 27.05.1891 — полковник Ставровский, Константин Николаевич
- 22.06.1891 — 24.05.1894[5] — полковник Чернышев, Николай Фёдорович
- 25.05.1894 — 21.02.1896 — полковник Ширма, Константин Антонович
- 16.03.1896 — 20.06.1897 — полковник Машин, Пётр Александрович
- 25.06.1897 — 13.04.1901 — полковник Куденетов, Джанхот Камботович
- 11.05.1901 — 22.04.1907 — полковник Иванов, Александр Николаевич
- 11.05.1907 — 30.06.1908 — полковник Ляшенко, Владимир Аркадьевич
- 23.07.1908 — 10.03.1910 — полковник князь Белосельский-Белозерский, Сергей Константинович
- 16.03.1910 — 03.03.1912 — флигель-адъютант полковник князь Долгоруков, Василий Александрович
- 05.05.1912 — 11.01.1915 — полковник фон Веттер-Розенталь, Генрих-Герман-Николай-Адам Генрихович
- 21.01.1915 — 17.10.1915 — полковник Линицкий, Александр Иванович
- 09.11.1915 — 11.03.1916 — полковник Генрици, Эдуард Эдуардович
- 15.04.1916 — 07.12.1916 — полковник князь Аргутинский-Долгоруков, Георгий Давыдович
- 13.03.1917 — 09.12.1917 — полковник Григорьев, Георгий Владимирович

## Известные люди, служившие в полку
- Андерс, Владислав — кавалер ордена Святого Георгия 4-й степени, в дальнейшем польский военный и политический деятель
- Потто, Василий Александрович — военный историк

## Боевые отличия
1. Георгиевский полковой штандарт за подвиги в войну 1814 года.
2. Знаки на головные уборы «За отличие» в сражении с турками при Боелешти в 1828 году.
3. 17 георгиевских труб за отличие в сражении при Курюк-Дара в 1854 году.